# Correntes d'Escritas
Correntes d'Escritas, o simplement Correntes, és una trobada anual d'escriptors de la Península ibèrica que té lloc durant el mes de febrer a Póvoa de Varzim, Portugal. Els escriptors provenen de països i continents on es parlen llengües portugueses i espanyoles, des de la península Ibèrica, passant per Amèrica Central i del Sud fins a l'Àfrica lusòfona. És un dels festivals literaris més grans i antics de Portugal.

## Història
La primera trobada va tenir lloc el febrer de l'any 2000, amb motiu del centenari de la mort de José Maria Eça de Queiroz. La trobada ha anant guanyant notorietat any rere any i avui és l'esdeveniment literari més gran de Portugal, on diversos llibres són llançats pels autors i els seus editors i ha millorat la traducció de llibres en portuguès al castellà i viceversa. Destaca l'organització de taules de debat i relació amb el sector educatiu. HI han passat personalitats com Luis Sepúlveda, el portuguès Rui Zink, l'angolès Manuel Rui i el gallec Carlos Quiroga, entre molts d'altres.
Des del 2004 s'atorga un premi a les noves obres en prosa o poesia, en anys alternatius, anomenat Premi Literari Casino da Póvoa. El premi està valorat en 20.000 euros i també s'ofereix una rèplica de l'embarcació poveira, símbol de la ciutat i del mar entre els diferents pobles. L'obra guanyadora és triada per un jurat ibero-afroamericà d'entre deu treballs finalistes, que al seu torn van ser seleccionats entre centenars d'obres editades recentment. També s'atorga el premi Correntes D'Escritas / Locus Stationery per a joves escriptors d'entre 15 i 18 anys. L'esdeveniment compta amb el suport de Casino da Póvoa, Novotel, Norprint i Instituto Cervantes.

## Prémio Literário Casino da Póvoa
- 2004 - Lídia Jorge amb l'obra: Vento Assobiando nas Gruas (prosa)
- 2005 - António Franco Alexandre amb l'obra: Duende (poesia)
- 2006 - Carlos Ruiz Zafón amb l'obra: A Sombra do Vento (prosa)
- 2007 - Ana Luísa Amaral amb l'obra: A génese do Amor (poesia)
- 2008 - Ruy Duarte de Carvalho amb l'obra: Desmedida (prosa)
- 2009 - Gastão Cruz amb l'obra: A Moeda do Tempo (poesia)
- 2010 - Maria Velho da Costa amb l'obra: Myra (novel·la)
- 2011 - Pedro Tamen amb l'obra: O livro do sapateiro (poesia)
- 2012 - Rubem Fonseca amb l'obra: Bufo & Spallanzani (novel·la)
- 2013 - Hélia Correia amb l'obra A terceira miséria (poesia)
- 2014 - Manuel Jorge Marmelo amb l'obra: Uma mentira mil vezes repetida (novel·la)
- 2015 - Fernando Echevarría amb l'obra: Categorias e Outras Paisagens (poesia)[1]
- 2016 na literatura|2016 - Javier Cercas amb l'obra As Leis da Fronteira[2]
- 2017 - Armando Silva Carvalho amb l'obra: A Sombra do Mar (poesia)[3]
- 2018 - Juan Gabriel Vásquez amb l'obra A Forma das Ruínas[4]
- 2019 - Luís Quintais amb l'obra A Noite Imóvel
- 2020 - Pepetela amb Sua Excelência, de Corpo Presente